# Mezinárodní letiště Kansai
Mezinárodní letiště Kansai (japonsky 関西国際空港 Kansai Kokusai Kúkó, IATA: KIX, ICAO: RJBB) je nejdelší budova umístěna na umělém ostrově 5 km od pobřeží města Ósaka v Japonsku. Bylo otevřeno 4. září 1994 a ročně odbaví 160 000 letů. Budovu v hodnotě 17 miliard dolarů realizovali v letech 1988 až 1994 vítězové soutěže založené na podkladech od Aéroports de Paris, Renzo Piano Building Workshop (architekt) a Ove Arup & Partners (inženýr). A o realizaci se postarala dvě konsorcia vedená Takinakym a Obajašim.

## Umístění
Letiště je umístěno na umělém ostrově v Ósacké zátoce, vzdálené od zastavěného města. Ostrov je vzdálen od pobřeží 5 kilometrů. Toto řešení prokázaly studie jako nejlepší a jediné možné řešení, protože město Ósaka je již nyní roztaženo až k horám obklopujícím město, a v této 20milionové aglomeraci již tedy nebylo možné najít jiné vhodné místo. Jelikož je toto letiště dostatečně vzdáleno od obydlených čtvrtí, je nyní možný 24hodinový provoz.

## Ostrov

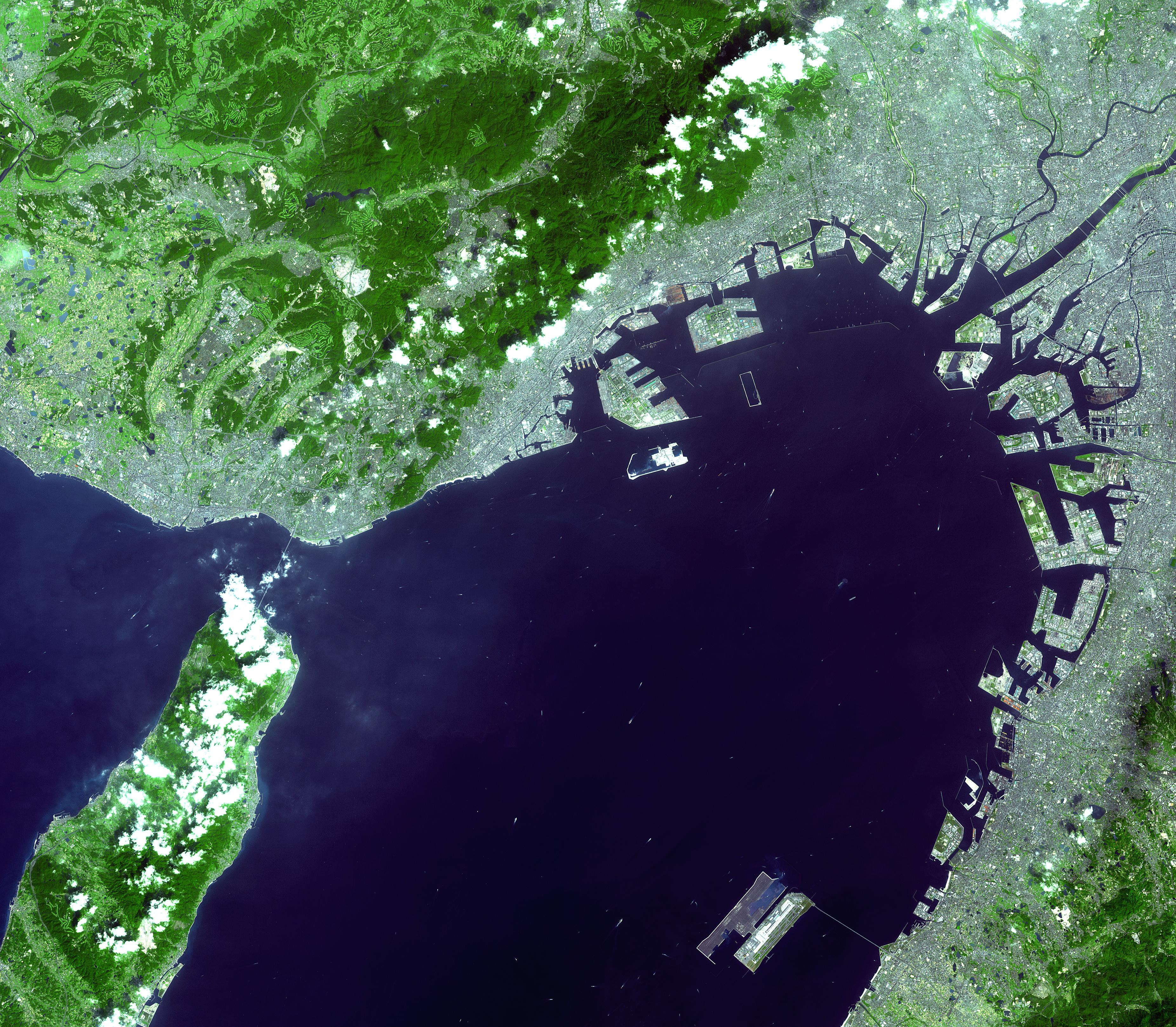
Satelitní foto osacké zátoky spolu s městem a letištěm

Umělý ostrov má rozměry 4 x 2,5 km. Moře je hluboké přibližně 20 metrů a dno tvoří velmi měkké bahno, o kterém se předpokládalo, že poklesne o dalších 11 m při navážení materiálu na vytvoření ostrova. Umísťování velkého množství násypového materiálu zabralo 5 let. Na dosypání materiálu byla použita zemina z nedalekých hor. Navozilo se 178 milionů m³ zeminy. Materiál se podařilo získat doslovným seřazením se zemí tří blízkých hor. Na staveniště byl převážen satelity navigovanými čluny, aby zahájily svůj náklad na předem stanovené místo. Usazování mořského dna však bylo intenzivnější než se předpokládalo, což zpozdilo stavbu o jeden rok. Nasypáním materiálu se problematika pohybování a klesání ostrova neuzavřela. Bylo třeba vybudovat mohutné písty, které ostrov vyvažují.
Ostrov je s pevninou spojen dvojúrovňovým mostem, nazývaným "Nebeská brána". V jeho spodní části vede železnice, zatímco vrchní patro je určeno pro automobilovou dopravu.

## Budova terminálu

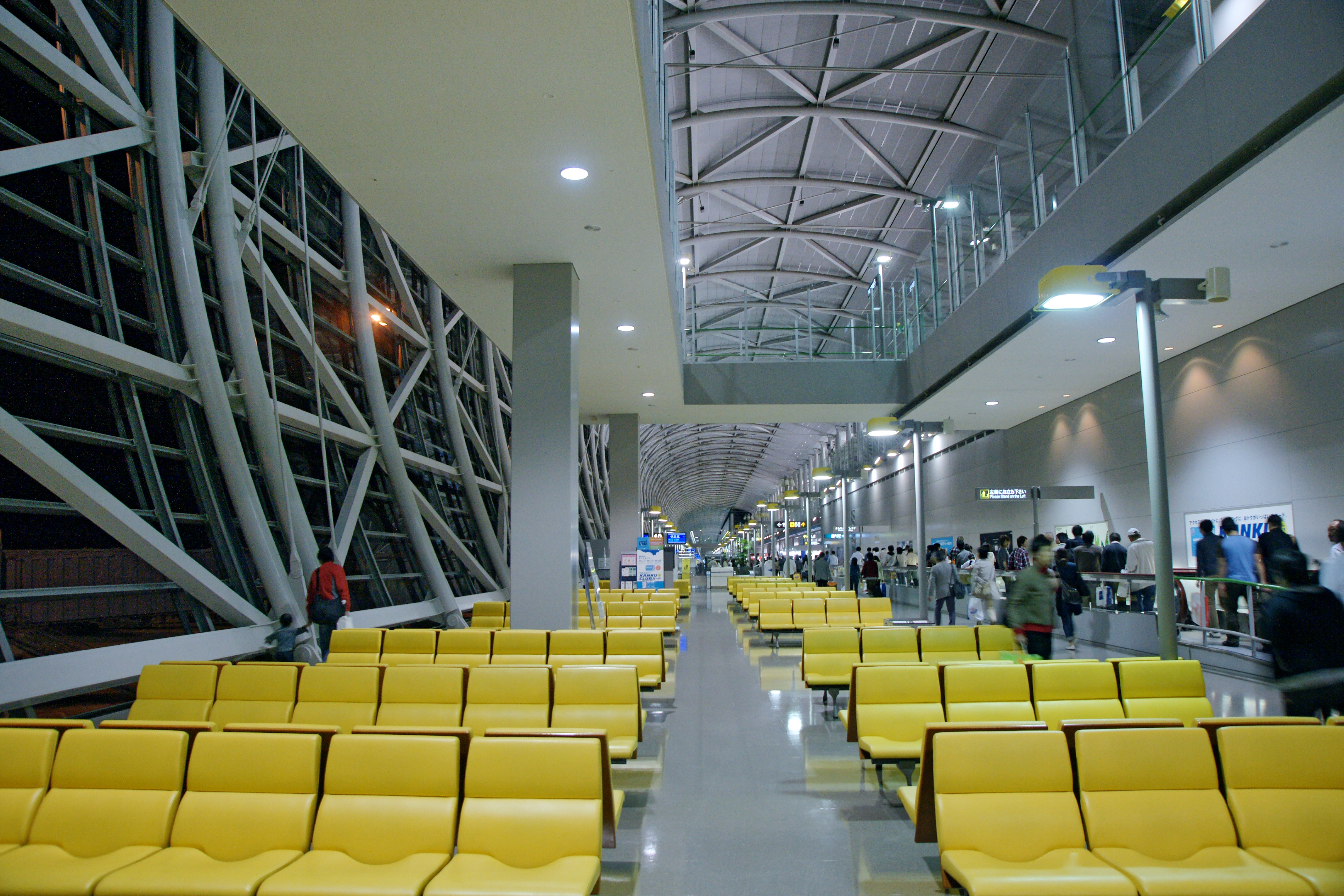
3. patro haly, součást "nejdelší místnosti na světě"

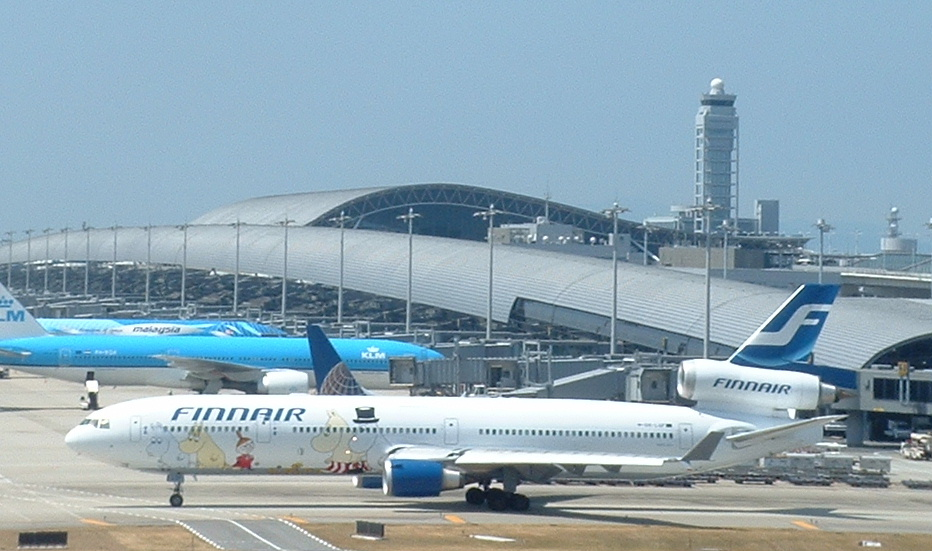
Letadlo společnosti Finnair MD-11 před terminálem

Na budovu terminálu vypsali mezinárodní soutěž v roce 1998 na základě podkladů vypracovaných společností Aéroports de Paris. Soutěž vyhráli architekti Renzo Piano Buildings Worskhop a inženýři Ove Arup & Partners. Navrhli novou formu letiště, které dokáže vyřizovat domácí i mezinárodní lety v jediné budově, s letadly připojujícími se podél prodloužených křídel. Taková dlouhá a úzká stavba je efektivní pokud jde o plochý tvar ostrova určován vzletovou a přistávací dráhou.
Letištní terminál je budova s úplně novým přístupem, v typologii letišť jedinečná a do té doby neexistující. Vznikl společný prostor který je schopen odbavit příchozí i odchozí lety. Délka objektu je 1,7 kilometru a obsahuje 41 příletových a odletových komor které se napojují přímo na letadla. Vnitřní prostor tvoří dlouhá hala - "kaňon", který je rozdělen do tří výškových rovin. Tento prostor má speciální systém požární ochrany a proto nebylo třeba ho dělit na požární celky. Prostor osázená květinami a stromy a laděný v tradičních japonských barvách (modrá, okrová) působí spíše dojmem rušné japonské ulice než letištního terminálu. Tento obrovský kolos zaměstnává na ploše 300 000 m² okolo 10 000 lidí.

## Orientace a pohyb
Od začátku byla jasná orientace prvořadým cílem návrhu. Přicházejícímu cestujícímu by mělo být v kterémkoli okamžiku jasné na které straně jsou přílety a odlety. Aby se získal takový výsledný efekt, vycházelo se ze dvou hlavních řešení - všechna zařízení jako kavárny a obchody duty-free umístili na úrovni mezaninu a na příletové straně situovali úzkou halu "kaňon". Účelná forma umožňuje cestujícím přejít na požadované patro budovy pomocí výtahů a eskalátorů umístěných na vnější stěně. Barvy kaňonu (modré a okrové) najdeme v tradiční japonské architektuře.
Prostor je osvětlen shora a jsou v něm vysázeny stromy, aby navodil ráz ulice odletuvším cestujícím, kteří projíždějí "kaňon" na horním patře. Jako první uvidí odletovou halu a její střechu ve tvaru křivky, která se mezitím stala symbolem tohoto letiště.

## Konstrukce a tvar

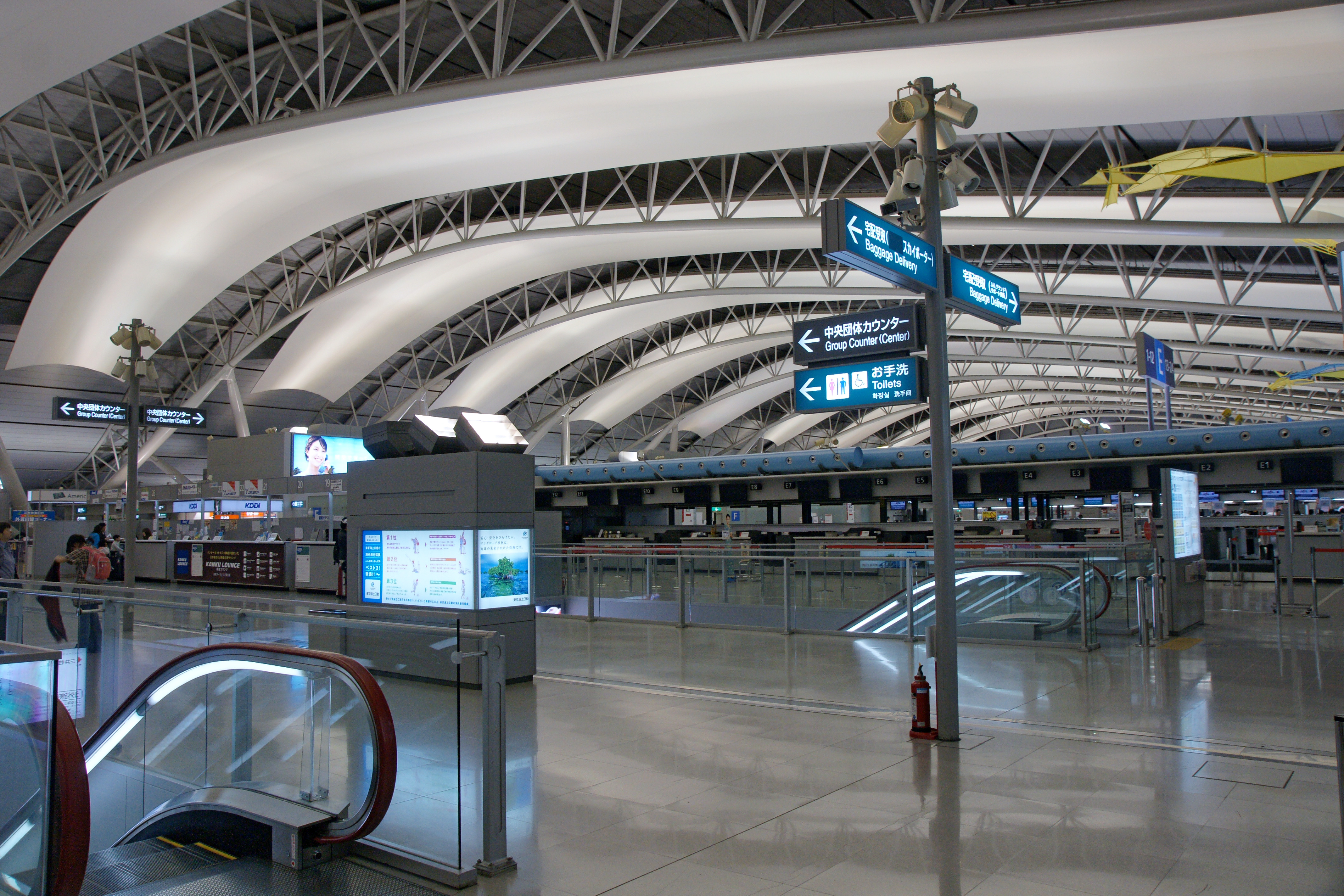
4. patro letištní budovy se střechou připomínající křídlo

Inspirace pramení z tvaru a dynamiky křídla. Ocelová konstrukce navržena s ohledem na velkou pravděpodobnost zemětřesení pevně udržuje tvar objektu formovaný dynamickými liniemi vycházejícími z aerodynamiky křídla a jeho obtékání vzduchem. Japonské zákony přikazují, aby stavba odolala i boční zátěži, která je větší, než samotná hmotnost stavby. Tedy autoři říkají, že stavba by si zachovala svůj tvar, i kdyby byla připevněna na kolmé stěně. Nosný systém síťové struktury s asymetrickými liniemi překonává rozpětí 82,8 metru. Ocelové nosníky a vazníky mají kromě statické úlohy i tu funkci, že jsou v nich vedeny rozvody klimatizace a osvětlení, čímž zůstává strop čistý a přehledný. Pro potřeby vizuální kontroly a dostatečného výhledu z kontrolní věže se na konci křídla objektu snížily. Na principu eliptických křivek kroužících kolem středu byl tvar ještě deformovaný. Takovou střešní rovinu obložili 82 000 kusy stejných plátů z ušlechtilé oceli.

## Mezinárodní odletová hala

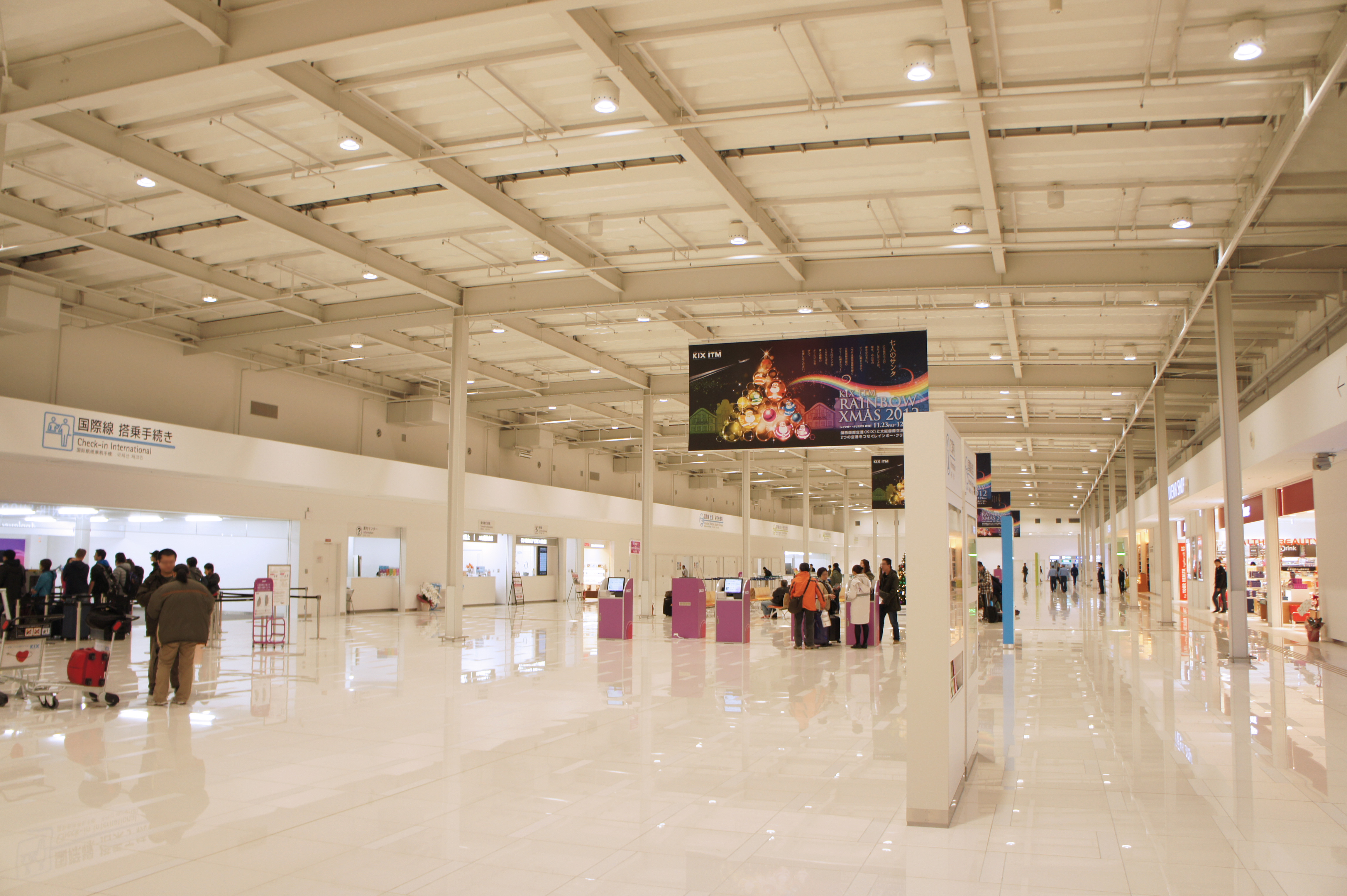
Odletová hala Terminálu 2

Střecha odletové haly se skládá z množství ocelových příhradových nosníků s výraznými liniemi. Naznačují cestujícím směr jejich pohybu nahoru nebo dolů přes budovu, nejprve na celní odbavení a pak do odletové místnosti na dolním patře. Vizuální jasnost však nedosáhli nedosáhli na úkor konstrukční logiky. Střecha kopíruje konstrukci pod ní a tak se minimalizuje množství vzduchu, které je třeba regulovat.
Výrazné šikmé okraje vazníků, které poskytují boční stabilitu, připomínají návštěvníkovi důležitý konstrukční parametr japonských staveb a odolnost vůči zemětřesení.
Odletová hala v délce 1 800 m nemá žádné omezení pohybu a tak ji lze považovat za nejdelší místnost na světě. Je to efektivní z hlediska pohybu cestujících, ale nečekané, neboť obvyklým protipožárním řešením ve velkých budovách v Japonsku, ale i jinde, jsou dělicí příčky postavené v pravidelných intervalech. Opomenutí těchto stěn se dosáhlo kombinací inovativního inženýrství a spolupráce japonských úřadů. Navrhovaná strategie byla popsána jako koncepce ostrovů a kabin. Hlavní požární rizikové oblasti - služby jsou sloučeny pod protipožárními postřikovači a výkonnými větracími kryty – kabinami. Méně nebezpečné celky – seskupení sedadel, jsou umístěny dostatečně daleko od sebe a tvoří ostrovy, aby se zabránilo šíření požáru z jednoho místa na druhé.
Tradiční řešení požárních celků oddělených protipožárními stěnami tedy v tomto objektu absentuje. Právě toto dovoluje uvolnit celý prostor a nechat ho bez bariér v pohybu všemi směry. Je použito řešení jehož strategie je definována jako koncepce "ostrovů a kabin". Pod protipožárními ostřikovači je umístěna skupina služeb, chápána jako rizikové sféry, nad kterou se nacházejí také výkonné větrací kabiny. Tzv. ostrovy jsou skupiny méně rizikových faktorů, které jsou od sebe vzdáleny dostatečně na to, aby se z jedné nepřenesl oheň na druhou.

## Stavební úspěchy
Přestože má osacká zátoka několik umělých ostrovů, Kansai se nachází nejdále od břehu (5 km) a v hlubší vodě než jeho předchůdci. Po navezení 178 milionů m³ podkladového materiálu se podařilo tuto budovu s celkovou podlahovou plochou 300 000 m² dokončit už za tři roky. K dosažení tohoto cíle uzavřeli separátní smlouvy s dvěma konsorcii, které vedli Takinaka a Obajaši. Každé z nich postavilo přesně polovinu budovy. Samotná budova však cestující neohromí. Prostory mají lidské rozměry a strohým designem kombinovaným se smyslem pro detail se dosáhla elegance a jasnost, která při letištních stavbách nemá obdoby.